# ۵۰۰۰ (عدد)
۵۰۰۰ (عدد)یک عدد طبیعی است که بعد از ۴۹۹۹ و قبل از ۵۰۰۱ قرار دارد.